# Електроскоп

Електроско́п — (від грецьких слів електрон — бурштин, електрика і скопео- спостерігаю, виявляю), прилад для індикації наявності електричного заряду.
Принцип дії електроскопа заснований на законі Кулона, згідно з яким на однойменно заряджені тіла діють сили взаємного відштовхування.
Один з варіантів простого електроскопу складається з металевого стрижня — електрода і підвішених до нього двох листочків фольги. При дотику до електроду зарядженим предметом заряди стікають через електрод на листочки фольги, листочки виявляються однойменно зарядженими і тому відхиляються один від одного. Для того, щоб листочки фольги не коливалися від руху повітря, їх звичайно поміщають в скляну посудину. З посудини при цьому може бути відкачано повітря для запобігання швидкому витоку заряду з фольги.
Електроскоп як фізичний прилад зіграв важливу роль на ранніх етапах вивчення електрики, в наш час(ХХІ століття) застосовується в демонстраційних і навчальних цілях.
Для точніших вимірювань величини електричного заряду використовуються електрометри.